# Șchei
Șchei sau Schei (singular șchiau/schiau) este o veche denumire românească pentru slavi incluzând pe bulgari. Numele șcheilor a fost păstrat atât în denumirea unor localități colonizate cu slavi (bulgari) în toponime precum cartierul Schei din Brasov, „Dealul Schiaului” de lângă Rășinari, localitățile Șcheia, Suceava, Șcheia (Alexandru Ioan Cuza), Iași,  Șcheia, Iași, hidronime (Râul Schiau, afluent al Argeșului), cât și în unele nume de familie precum Schiau, Șchiau etc.
Toponime se găsesc în județele Roman, Vaslui, Buzău, Prahova, Argeș, Dâmbovița și Brașov 
Termenul șchei, cu varianta schei,  provine tocmai de la denumirea dată de protoromâni slavilor: schiau / șchiau / șcheau: „slav” <lat. sclavus „slav”. De asemenea, șchei desemneaza „eretici”, „schismatici”  La Brașov, numele de șchei provine de la un grup de emigranți bulgari practicanți ai Bogomilismului,
așezați în cartierul românilor ortodocși din Brașov, in secolul al XIV-lea. Românii i-au numit "șchei" pe bulgari, în acele vremuri. Unele grupuri de bogomili au ajuns și în Ardeal și în Moldova.